# クジラ 極道の食卓
『クジラ 極道の食卓』は、2009年2月14日公開の日本映画。松平健演じる暴力団組長の雷蔵が、長年連れ添った妻と熟年離婚したことや高校の夜間部に入学したことから起こる、立原あゆみ原作の漫画のストーリーを取り扱ったフィクションである。

## キャスト
- 濁組組長 久慈雷蔵：松平健
- 久美子(久慈雷蔵の妻)：秋本奈緒美
- 濁組若頭 吉田：中村護
- 濁組組員 ノブ：世志男
- 濁組組員 ボンジ：土平ドンペイ
- 濁組組員 ナマ：辻岡正人
- 羽丸飛：斉藤工
- 本村咲子(久慈のクラスメイト)：岩佐真悠子
- リョウヘイ(久慈のクラスメイト)：久保翔
- 哲夫(久慈のクラスメイト)：北代高士
- ゼブラの組長：DIAMOND☆YUKAI
- 牛田組組長 牛田：大門正明
- 牛田組若頭：木村圭作
- 市議会議員 鴨井：堀田眞三

## スタッフ
- 監督：横山一洋
- 製作：山田浩貴、及川次雄
- 企画：赤坂雅之
- 原作：立原あゆみ「極道の食卓」（秋田書店「プレイコミック」連載）
- プロデューサー：伊藤秀裕
- 音楽プロデューサー：増沢正康(ShineARTs)、寺島良一(ZAIN RECORDS)
- 脚本：友松直之
- 撮影：小松原茂
- 照明：松岡泰彦
- 録音：菊地進平
- 美術：石毛朗
- 音楽監督：池田大介
- 編集：目見田健
- 音響効果：丹雄二
- 刺青師：田中光司
- 料理アドバイザー：まーる
- ガンエフェクト：浅生マサヒロ
- 擬闘：中瀬博文
- 賭場指導：三浦秀斗
- 題字：亀谷石嶺
- 挿入歌：Ryu「ラブラブ」（ZAIN RECORDS）
- 主題歌：Ryu「遅刻」（ZAIN RECORDS）
- 企画協力：株式会社秋田書店
- 制作協力：エクセレントフィルムズ
- 配給・宣伝：エクセレントフィルムパートナーズ